# Ханс Гајгер
Јоханес (Ханс) Вилхелм Гајгер (Нојштат ан дер Вајнштрасе, 30. септембар 1882 — Потсдам, 24. септембар 1945) био је немачки физичар. Вероватно је најпознатији као један од изумитеља Гајгер-Милеровог бројача, као и по Гајгер-Марсденовом огледу помоћу ког је откривено атомско језгро.
Гајгер је рођен у Нојштат-ан-дер-Харту у Немачкој. Био је један од петоро деце Вилхелма Лудвига Гајгера, професора филозофије на Универзитету у Ерлангену.
Године 1902, Гајгер је започео студије физике и математике на Универзитету у Ерлангену и докторирао је 1906. године. Већ 1907. године је почео да ради са Ернестом Радерфордом на Универзитету у Манчестеру. Заједно су направили Гајгеров бројач. Године 1911, Гајгер и Џон Мичел Нутал открили су Гајгер-Нуталов закон и вршили експерименте који су довели до Радерфордовог модела атома. Године 1928, Гајгер и његов студент Валтер Милер направили су побољшану верзију Гајгеровог бројача, Гајгер-Милеров бројач. Гајгер је такође радио са Џејмсом Чадвиком. 
Године 1912, постао је руководилац физичко-техничког института (Reichsanstalt) у Берлину, 1925. професор у Килу, 1929. године у Тибингену, а од 1936. године и у Берлину. 
Гајгер је умро у Потсдаму, неколико месеци по завршетку рата.